# أورزا لونغيستاميناتا
أورزا لونغيستاميناتا (بالإنجليزية: Oryza longistaminata) هو نوع معمر من العشب من نفس جنس الأرز المزروع الأرز الآسيوي، موطنه الأصلي في معظم أفريقيا جنوب الصحراء الكبرى ومدغشقر، أُدخل إلى الولايات المتحدة حيث غالبًا ما يُعتبر عشبًا ضارًا، ومن أسمائها الشائعة الأرز الطويل والأرز الأحمر.
دُمج جين مقاومة المُضيف Xa21 من أورزا لونغيستاميناتا في جينوم أرز أسيوي لأنه يمنح مقاومة واسعة لمرض لفحة الأرز.

## توزيع
أورزا لونغيستاميناتا موطنها الأصلي في جميع أنحاء أفريقيا.